# Белано
Белано (итал. Bellano) је насеље у Италији у округу Леко, региону Ломбардија.
Према процени из 2011. у насељу је живело 3050 становника. Насеље се налази на надморској висини од 274 м.

## Становништво
| 1931. | 1936. | 1951. | 1961. | 1971. | 1981. | 1991. | 2001. | 2011. |
| ----- | ----- | ----- | ----- | ----- | ----- | ----- | ----- | ----- |
| 3.656 | 3.700 | 4.277 | 4.189 | 3.768 | 3.603 | 3.326 | 3.332 | 3.264 |